# Cassie Gaines
Cassie Gaines (9 de janeiro de 1948 - 20 de outubro de 1977) nascida em Oklahoma City), era membro do trio O Honkettes, e em 1976 juntamente com seu irmão o guitarrista Steve Gaines entrou para o Lynyrd Skynyrd.
Em 1977, um trágico acidente impactou a carreira da banda: No dia 20 de outubro de 1977, o Lynyrd Skynyrd partiu em direção ao estado de Lousiana no avião particular da banda, um Convair 240. Apresentando falhas mecânicas (apontando que tenha sido a quantidade insuficiente de combustível para cobrir a distancia), o avião caiu numa floresta perto de Mississipi. Ronnie Van Zant (Vocalista) e Steve Gaines (Guitarrista) morrem na hora, enquanto Cassie Gaines, com a garganta cortada de ponta a ponta, chora e agoniza até morrer no colo de dois dos músicos sobreviventes. Ela tinha 29 anos.
Apenas uma semana antes do acidente havia sido lançado o álbum Street Survivors que mostrava na capa a banda em meio a fogo.
Logo após o acidente o álbum foi recolhido e a capa foi alterada, tornado assim Street Survivors com a primeira capa uma raridade.
Cassie Gaines foi sepultada juntamente com o seu irmão em Orange Park, Florida.